# TL Ultralight TL-3000 Sirius
TL-3000 Sirius je ultralahko visokokrilno letalo češkega proizvajalca TL Ultralight iz kraja Hradec Králové.
Program Sirius je bil naznanjen leta 2007 in istega leta se je na sejmu Aero 07 pojavila neleteča maketa. Sirus je prvič poletel 21. maja 2008, vendar je bil prototip julija uničen v nesreči.
Razvoj se je nadaljeval do leta 2010, preden je bil pripravljen za proizvodnjo. TL-3000 je večinoma iz steklenih vlaken in delno iz ogljikovih vlaken. Številne komponente si deli s svojim sorodnikom in predhodnikom nizkokrilnikom TL-2000 Sting. Visoko krilo ima sredinski del s konstantno tetivo in zožene zunanje plošče z obrnjenimi konicami ter je pritrjeno na spodnji del trupa s parom naprej nagnjenih dvižnih upornic. Kabina Siriusa ima enodelno vetrobransko steklo, zastekljena stranska vrata, zadnja stranska okna in zgornjo zadnje okno. Izbira med štirimi motorji ponuja bodisi 80 KM Rotax 912UL ali 98,6 KM Rotax 912ULS. Sirius je opremljen s fiksnim podvozjem tipa tricikel. Nosno kolo je vodljivo, glavna kolesa pa imajo zavore; vsa kolesa so skoraj v celoti zaprta v copate. Podjetje je razvilo tudi plovce za TL-3000, ki omogočajo pristanke in vzlete na vodi. Zaradi vizualne podobnosti Cessni 152 je letalo pri upravljalcih ULN naprav precej popularno. Zasnovo je sprejela ameriška zvezna uprava za letalstvo kot odobreno za FAA LSA 600 kg.

## Nesreče
- 2008 Češka, testni pilot je vstopilo v vrij na nizki višini, pilot je umrl.[3]
- 2021 Francija, letalo je zadelo daljnovod, pilot je umrl.

## Tehnične specifikacije (TL-3000)
Podatki iz Jane's All the World's Aircraft 2010/11
Splošne značilnosti
- Število sedežev: 2
- Dolžina: 6,75 m (22 ft 2 in)
- Razpon kril: 9,40 m (30 ft 10 in)
- Višina: 2,25 m (7 ft 5 in)
- Površina kril: 11,15 m2 (120,0 sq ft) gross
- Teža praznega letala: 297 kg (655 lb)
- Maks. vzletna teža: 472,5 kg (1.042 lb) LSA 598 kg (1,320 lb)
- Kapaciteta goriva: 130 L (34,3 US gal; 28,6 Imp gal)
- Pogon letala: 1 × Rotax 912ULS flat four, 74,6 kW (100,0 hp)
- Propelerji: št. lopatic: 3 Woodcomp

Zmogljivost
- Maks. hitrost: 225 km/h (140 mph; 121 kn)
- Hitrost pri porušitvi vzgona: 65 km/h (40 mph; 35 kn) flaps down
- Neprekoračljiva hitrost: 250 km/h (155 mph; 135 kn)
- Doseg: 1.400 km (870 mi; 756 nmi)
- Hitrost vzpenjanja: 6 m/s (1.200 ft/min) maximum, at sea level